# Ole Kroes
Ole Kroes (Amsterdam, 30 juni 2003) is een Nederlands acteur.
Hij was in 2010 te zien in de film Vreemd bloed, in de rol van een jongetje van drie jaar. Zijn eerste grote rol had hij in de film Sonny Boy (2011) als de vierjarige Henkie. In datzelfde jaar speelde hij het titelpersonage in de jeugdfilm Dolfje Weerwolfje. Ook was Ole Kroes te bekennen in de Danoontje reclame. In de serie De regels van Floor speelde hij een grote bijrol als broer Kees.